# سلمان الدخيل
سلمان أحمد صالح الدخيل (مواليد 24 يناير 1992 في البحرين) هو لاعب كرة قدم دولي بحريني يجيد اللعب في مركز الوسط المحوري. يلعب حاليا لصالح البديع الذي ينافس في الدوري البحريني الممتاز منذ 2018.

## الإنجازات

### الأندية
- المحرق
  - الدوري البحريني الممتاز (1): 2010–11
  - كأس ملك البحرين (3): 2011، 2012، 2013
  - كأس الخليج للأندية (1): 2012